# Ptilochaeta nudipes
Ptilochaeta nudipes là một loài thực vật có hoa trong họ Malpighiaceae. Loài này được Griseb. miêu tả khoa học đầu tiên năm 1879.